# Ia Kla
Ia Kla là một xã thuộc huyện Đức Cơ, tỉnh Gia Lai, Việt Nam.

## Địa lý
Xã Ia Kla có vị trí địa lý:
- Phía đông giáp xã Ia Krêl và xã Ia Din
- Phía tây giáp xã Ia Dom
- Phía nam giáp thị trấn Chư Ty
- Phía bắc giáp huyện Ia Grai.

Xã Ia Kla có diện tích 49,32 km², dân số năm 1999 là 3.934 người, mật độ dân số đạt 80 người/km².

## Hành chính
Xã Ia Kla được chia thành 3 thôn: Chư Bồ 1, Chư Bồ 2, Ia Tang và 3 làng: Sung Le Kắt, Sung Kép, Sung Le Tung.

## Lịch sử
Kla: trong tiếng Jrai có nghĩa là da (con) báo, loang lổ.
Xã Ia Kla trước thuộc huyện Chư Păh.
Ngày 6 tháng 12 năm 1990, Bộ trưởng – Trưởng Ban Tổ chức – Cán bộ Chính phủ ban hành Quyết định số 543/TCCP về việc thành lập xã Ia Dom trên cơ sở 14.212 ha diện tích tự nhiên và 933 hộ với 4.220 nhân khẩu của xã Ia Kla.
Sau khi phân vạch điều chỉnh địa giới hành chính, xã Ia Kla còn 5.624 ha diện tích tự nhiên và 1.327 hộ với 6.364 nhân khẩu. 
Ngày 15 tháng 10 năm 1991, Hội đồng Bộ trưởng ban hành Quyết định số 315-HĐBT về việc chuyển xã Ia Kla thuộc huyện Chư Păh về huyện Đức Cơ mới thành lập quản lý.
Ngày 26 tháng 12 năm 1991, Bộ trưởng – Trưởng Ban Tổ chức – Cán bộ Chính phủ ban hành Quyết định số 691/TCCP về việc thành lập thị trấn Chư Ty trên cơ sở 750 ha diện tích tự nhiên của xã Ia Kla .
Sau khi phân vạch điều chỉnh địa giới hành chính, xã Ia Kla còn 4.874 ha diện tích tự nhiên và 2.368 nhân khẩu.